# 朱尼亞塔縣
朱尼亞塔縣（英語：Juniata County）是美国宾夕法尼亚州中南部的一個縣，面積2,358平方公里。根據2020年美國人口普查，共有人口23,509人。縣治米夫林敦。該縣成立於1749年8月19日，縣名來自朱尼亚塔河（印第安語的意思是 People of the standing stone「頑石部落」）。

## 概述
朱尼亚塔县的山脉包括塔斯卡罗拉山和谢德山。农用地和林地占全县面积的大部分。该县的主要河流和小溪包括萨斯奎哈纳河、朱尼亚塔河、Tuscarora溪和Mahantango溪西支。它与其他七个县接壤。该县拥有16种不同的岩层（来自奥陶纪、志留纪和泥盆纪）和51种不同的土壤。
朱尼亚塔县人口密度相对较低。该县人口最密集的地区是米夫林镇和米夫林区。朱尼亚塔县的主要道路有宾夕法尼亚235号公路、宾夕法尼亚35号公路、宾夕法尼亚104号公路、美国11号公路/美国15号公路、美国22号公路/美国322号公路、宾夕法尼亚74号公路、宾夕法尼亚850号公路和宾夕法尼亚333号公路。
全县辖4个区、13个乡。它由两个学区提供服务，即朱尼亚塔县学区和格林伍德学区。朱尼亚塔县有五个地区受宾夕法尼亚中央保护区保护，该县有59个自然遗产地。
第一批欧洲定居者于1750年代抵达朱尼亚塔县。该县历来是米夫林县的一部分，在此之前是坎伯兰县的一部分。

## 历史
朱尼亚塔县历史上是坎伯兰县和后来的米夫林县的一部分。朱尼亚塔县于1831年3月2日从米夫林县的部分地区成立。它以朱尼亚塔河命名。“juniata”这个词本身是一个塞内卡语里的词，意思是“立石之人”或“蓝色水域”。该县最早有人定居的行政区是米夫林敦和汤普森敦，它们于1790年有人定居。罗亚尔港和米夫林分别于1812年和1848年有人定居。第一个被合并的行政区是1833年3月6日的米夫林镇，最后一个是1868年2月7日的汤普森镇。然而，第一批定居者（未经授权的擅自占地者）抵达该县，并在1750年之前相当早地离开了该县。1755年签发了该县第一批土地权证之一。许多最早的土地所有者在特拉华镇是投机者而不是定居者。1755年和1756年，印第安人对该县进行了一次袭击，尽管宾厄姆堡和彼得森堡已经建成。比尔家族是该县最早居住的家族之一。更多的定居者在1750年代和1760年代抵达， 朱尼亚塔河西侧的第一家磨坊于1767年在该县建成。1768年，该县在Tuscarora Creek和靠近Shade Mountain的地方修建了公共道路。John Hamilton于1776年在特拉华镇的Cocolamus Creek建造了锯木厂和磨粉厂。该县第一位知名医生Ezra Doty博士定居于1791年的米夫林镇。
1754年10月23日成立了后来成为朱尼亚塔县的前四个镇区。它们是拉克镇区、艾尔镇区、范内特镇区和泰隆镇区。这些早期的乡镇没有正式的边界。至1913年，原乡共分为13个乡。
宾夕法尼亚运河于1826年开始为朱尼亚塔县服务，并于1900年关闭。宾夕法尼亚铁路于1840年代后期到达该县。Tuscarora Valley Railroad也在该县，直到1934年关闭。
在1972年飓风艾格尼丝期间，朱尼亚塔县共有6374英亩的土地被淹。57个家庭在这次洪水中流离失所。
朱尼亚塔县是宾夕法尼亚州最后一个制定现代综合规划的县。然而，它确实在 1974 年制定了一个全面的计划。
在1997年的一项调查中，66.8%的受访者认为朱尼亚塔县是一个“非常理想”的居住地。然而，在2007年的一项类似调查中，只有 56.9% 的受访者认为该县是“非常理想”的居住地。

## 地理
根据美国人口普查局的数据，该县总面积为394平方英里（1,020平方公里），其中391平方英里（1,010平方公里）为陆地，2.2平方英里（5.7平方公里）（0.6%）为水域.
朱尼亚塔县位于两个主要大都市区之间。一个是州学院，位于县城西北部。另一个是位于该县东南部的哈里斯堡。美国22号国道/美国322号国道是一条四车道高速公路，从县城通往这些大都市区。
朱尼亚塔县的部分地区相当平坦，但县内有些地区的坡度达到25%或更大。然而，该县的大部分开发仅限于坡度为15%或以下的地区。该县许多坡度超过25%的最陡坡位于该县的边缘。这些斜坡通常位于山脊上。然而，县城中部也有一些类似的陡坡。该县所有四个行政区附近的坡度都在25%或以上。15%到25%的坡度遍布全县。
朱尼亚塔县的大部分地区都是丘陵地带。山脉占据了该县的许多边界。Tuscarora Mountain构成该县与佩里县的边界。阴影山从斯奈德县穿过朱尼亚塔县，进入亨廷顿县。

### 邻近县
- 斯奈德縣（北部）
- 諾森伯蘭郡（东北）
- 米夫林郡（西北部）
- 佩里郡（南部）
- 富蘭克林郡（南部）
- 道芬縣（东南）
- 亨丁頓縣（西南）

## 人口
| 调查年                                                      | 人口   | 备注 | %±    |
| ----------------------------------------------------------- | ------ | ---- | ----- |
| 1840                                                        | 11,080 |      | —     |
| 1850                                                        | 13,029 |      | 17.6% |
| 1860                                                        | 16,986 |      | 30.4% |
| 1870                                                        | 17,390 |      | 2.4%  |
| 1880                                                        | 18,227 |      | 4.8%  |
| 1890                                                        | 16,655 |      | −8.6% |
| 1900                                                        | 16,054 |      | −3.6% |
| 1910                                                        | 15,013 |      | −6.5% |
| 1920                                                        | 14,464 |      | −3.7% |
| 1930                                                        | 14,325 |      | −1.0% |
| 1940                                                        | 15,373 |      | 7.3%  |
| 1950                                                        | 15,243 |      | −0.8% |
| 1960                                                        | 15,874 |      | 4.1%  |
| 1970                                                        | 16,712 |      | 5.3%  |
| 1980                                                        | 19,188 |      | 14.8% |
| 1990                                                        | 20,625 |      | 7.5%  |
| 2000                                                        | 22,821 |      | 10.6% |
| 2010                                                        | 24,636 |      | 8.0%  |
| 2020                                                        | 23,509 |      | −4.6% |
| U.S. Decennial Census 1790-19601900-1990 1990-20002010-2017 |        |      |       |

### 2020年人口普查
| 种族                       | 人口数 | 占比  |
| -------------------------- | ------ | ----- |
| 白人 (非拉丁裔)            | 21,830 | 93%   |
| 非裔美国人 (非拉丁裔)      | 115    | 0.5%  |
| 美洲原住民 (非拉丁裔)      | 19     | 0.1%  |
| 亚裔美国人 (非拉丁裔)      | 69     | 0.3%  |
| 太平洋岛民 (非拉丁裔)      | 4      | 0.02% |
| 混血/多种族身份 (非拉丁裔) | 564    | 2.4%  |
| 拉丁裔美国人               | 908    | 3.86% |